# 北寺
北寺（きたでら）は、高知県安芸郡安田町にある真言宗豊山派の仏教寺院。山号は金剛山、院号は弘泉院、別名は瑠璃光寺。本尊薬師如来をはじめとする平安時代中期の特徴を持つ仏像9躯が国の重要文化財の指定を受けている。

## 歴史
大宝2年（702年）に、善有を開山として創建されたと伝える。寺号は最御崎寺（ほつみさきじ）の東寺、金剛頂寺の西寺の通称に対して呼ばれていた北寺という通称が正式な寺号となったとされる。
「寺記」と「南路志」には、大同年間（806年-810年）に空海（弘法大師）が金剛頂寺を建立した際、馬路村の西山深谷にその用材を杣取して、これを筏にして安田川に流した。その用材の一部を使用して北寺を再建したとある。
天正15年（1587年）の安田庄検地帳には光明寺とあり、当時はこれが正式の寺号であったとみられる。その後寺勢が衰え、廃仏毀釈の影響もあって明治4年（1871年）に廃寺となったが、昭和23年（1948年）に再興された。

## 伽藍
- 本堂
- 大師堂
- 文化財保存庫 - 昭和42年（1967年）建立
- 六面地蔵尊

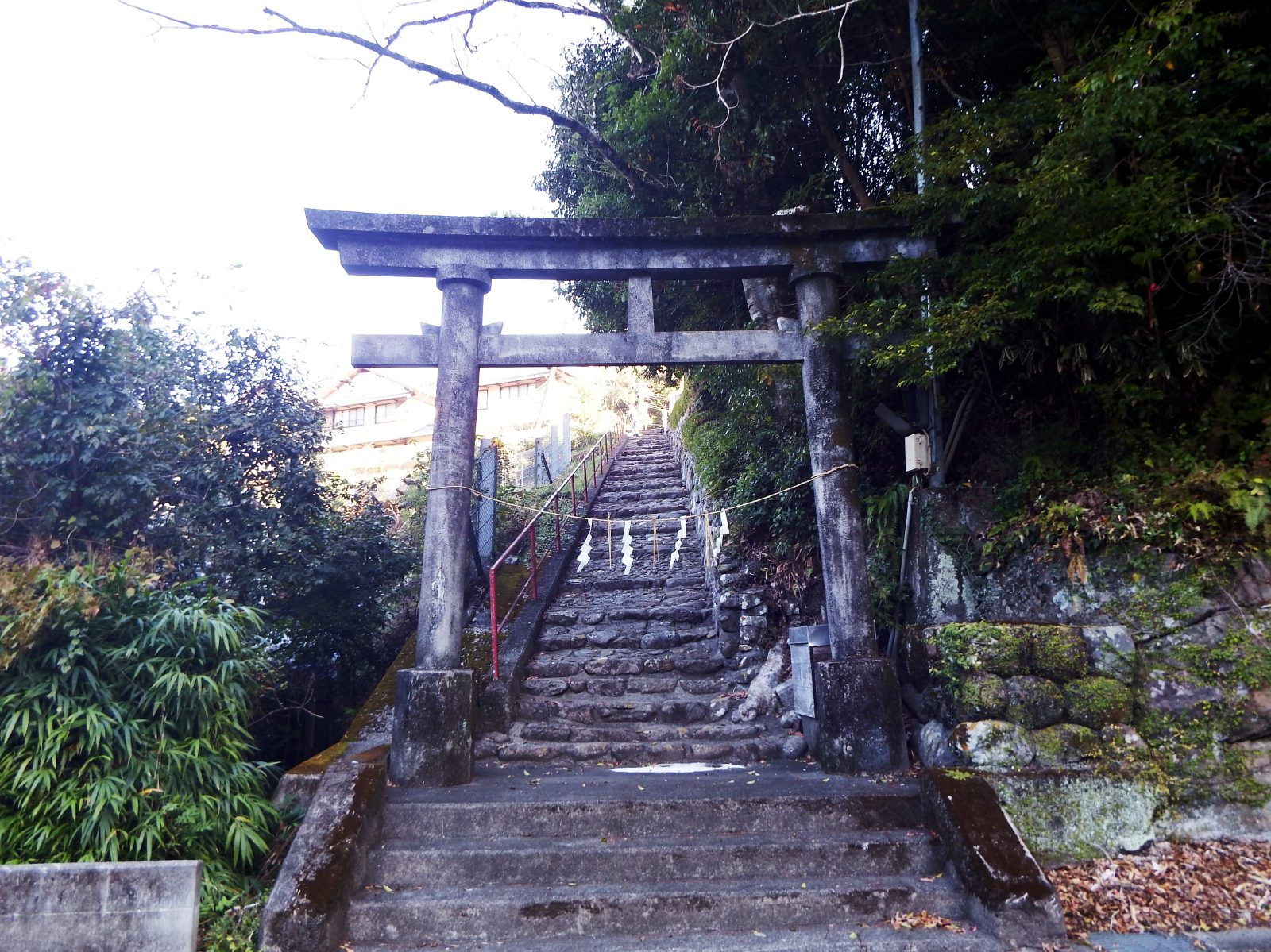
県道12号からの参拝口
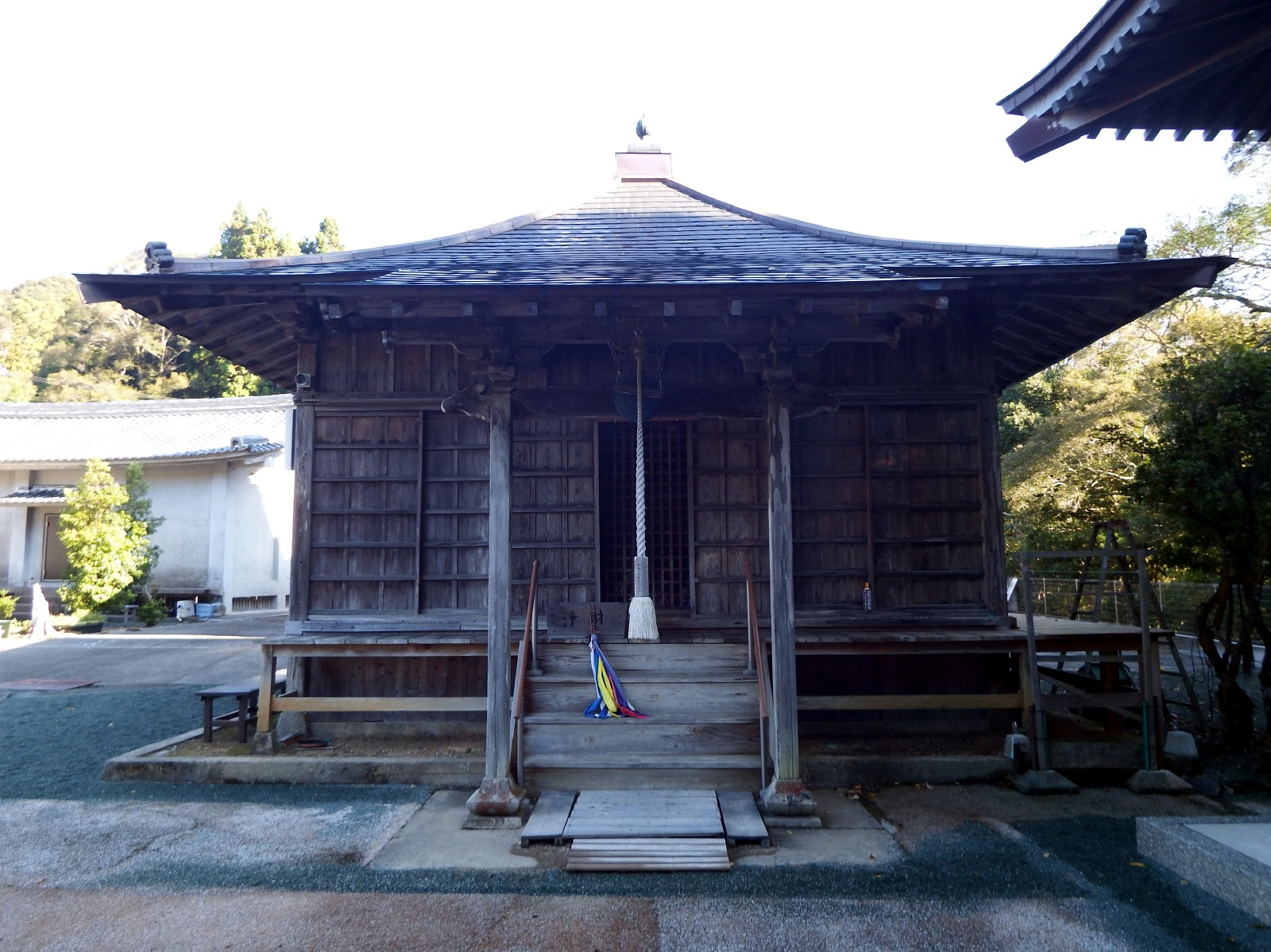
本堂
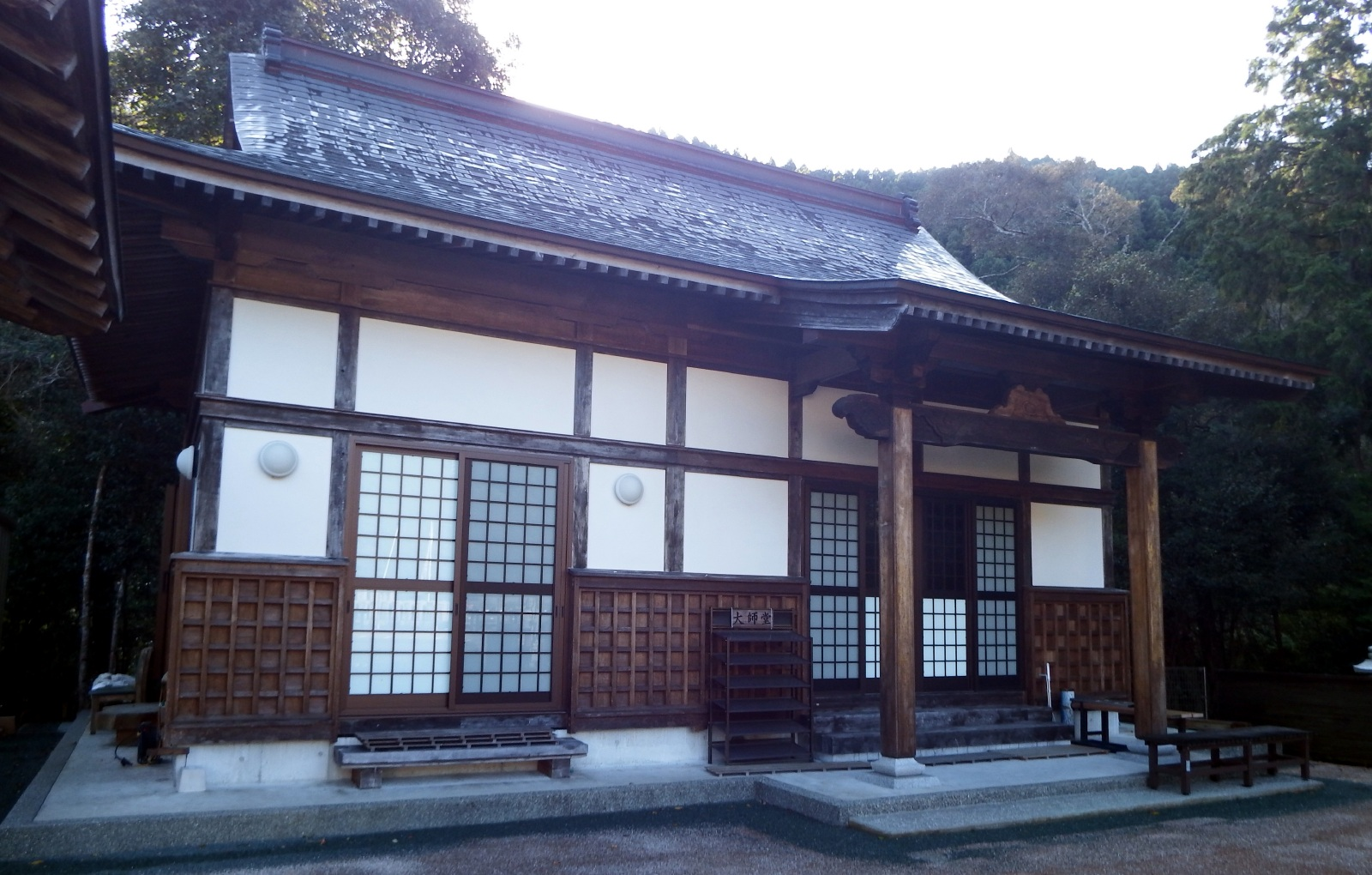
大師堂
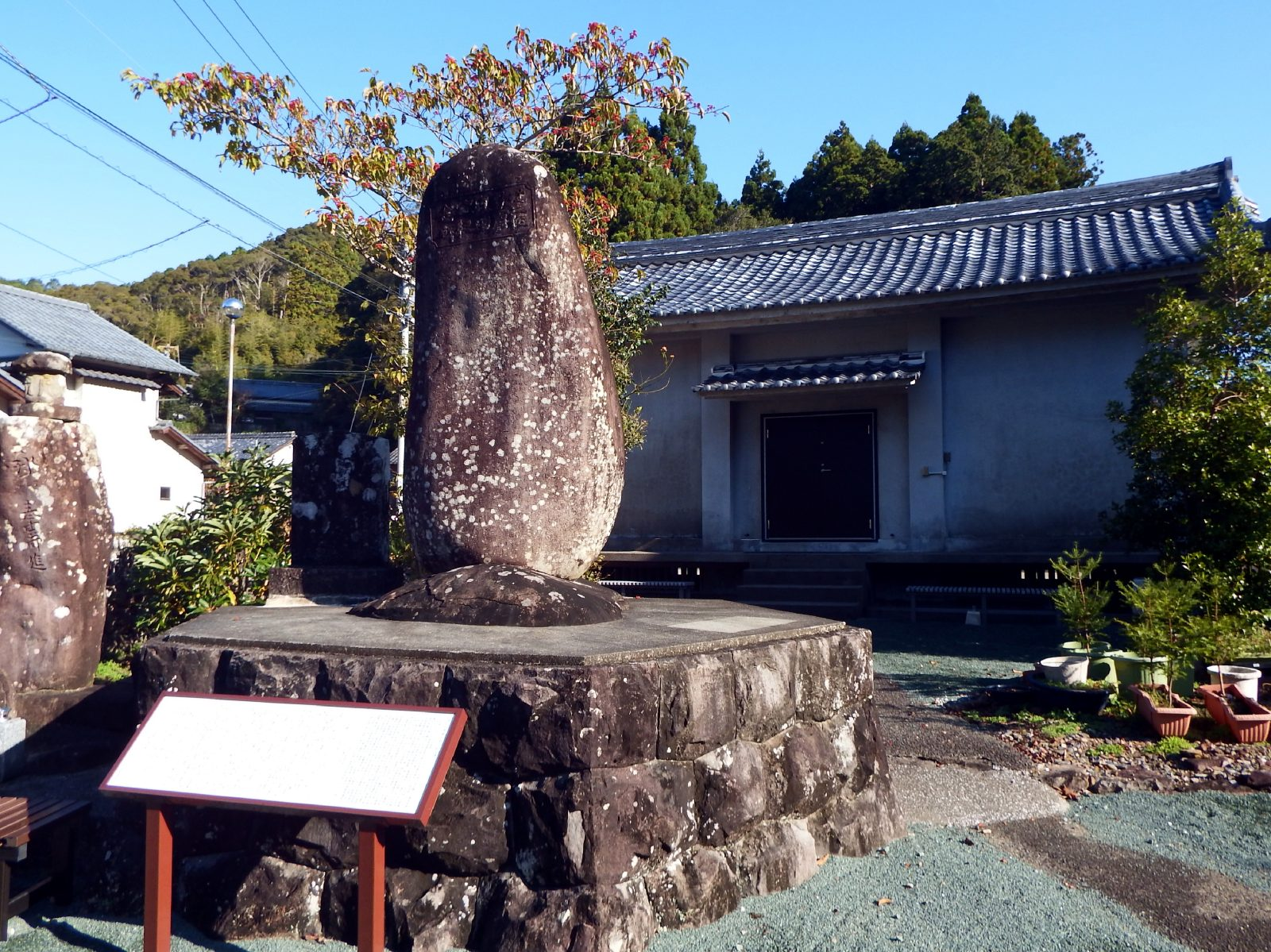
文化財保存庫

## 文化財
重要文化財（国指定）
- 木造菩薩形立像（ぼさつぎょうりゅうぞう）5躯
- 木造釈迦如来立像
- 木造持国天・増長天立像
- 木造薬師如来坐像 - 本尊

以上、いずれも平安時代の作
県指定文化財
- 木造天部立像2躯

町指定有形文化財
- 六面地蔵尊

## 交通アクセス
- 高知市から車で90分
- 国道55号線から安田町役場への県道12号線へ安田川沿いにさかのぼること約10分。道路脇右側に約4台の駐車場があり、熊野神社への鳥居をくぐって参道途中に当寺がある。

## 周辺情報
- 神峯寺 - 四国霊場27番札所